# Canada Day II
Canada Day II ist ein Jazzalbum von Harris Eisenstadt mit seinem Quintett Canada Day. Die am 4. Dezember 2010 im East Side Sound Studio, New York City, entstandenen Aufnahmen erschienen 2011 auf Clean Feed Records. Es war das zweite Album des Ensembles nach dem Debütalbum Canada Day von 2009.

## Hintergrund
2005 gründete der Schlagzeuger Harris Eisenstadt sein Quintett Canada Day, das sich zu seinem langlebigsten Ensemble entwickeln sollte. Es bestand neben dem Bandleader aus Nate Wooley (Trompete), Matt Bauder (Tenorsaxophon), Chris Dingman (Vibraphon) und Eivind Opsvik (Bass). Nach dem Debütalbum der Gruppe 2009 folgte zwei Jahre später ebenfalls auf dem Clean-Feed-Label mit derselben Besetzung das zweite Album. Die Hälfte der Titel auf Canada Day II schrieb Eisenstadt um die Zeit der Geburt seines Sohnes; ein Titel ist seinem Kind gewidmet, und die Entstehung von zwei anderen ist mit öffentlichen Schulen verbunden. Deshalb wollte Eisenstadt, dass das Cover an die Sommer der Kindheit im Camp erinnert. Tatsächlich hat ein Großteil dieses zweiten Albums des Canada Day-Ensembles des Schlagzeugers „eine durchdringende Helligkeit und kindliche Unschuld, die eine subtile, aber spürbare Entwicklung ihres nervöseren selbstbetitelten Debütalbums darstellt“, schrieb John Sharpe.

## Titelliste

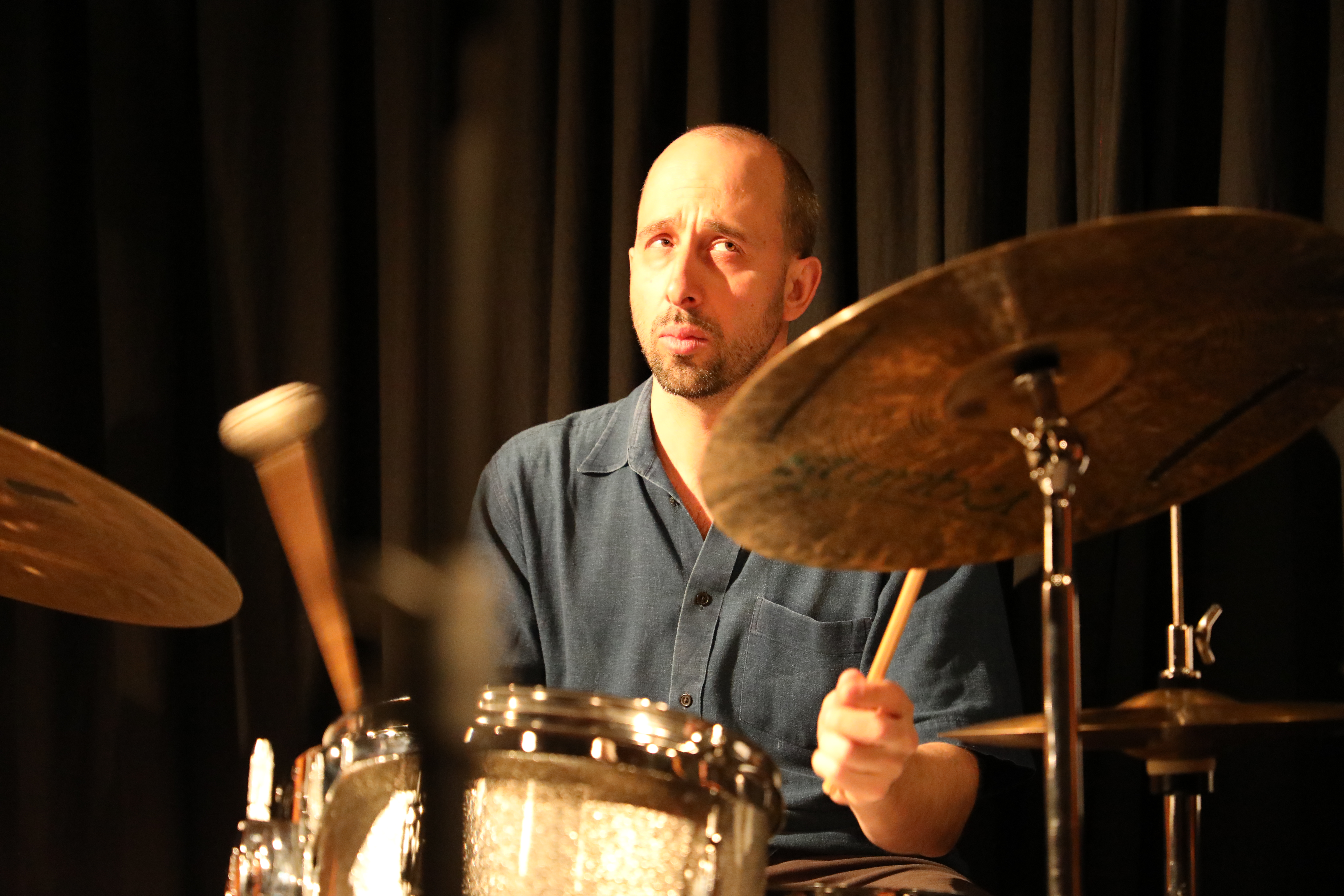
Harris Eisenstadt mit The Fictive Five bei einem Konzert im Club W71, Weikersheim.

- Harris Eisenstadt – Canada Day II (Clean Feed SGL 1589-2)[3]
  1. Cobble Hook, 4:42
  2. To Seventeen, 5:10
  3. Song for Owen [For Owen Eisenstadt], 4:55
  4. Now Longer, 8:14
  5. To Eh, 5:37
  6. To Be, 6:44
  7. To See/Tootie, 8:28
  8. Judo With Tokyo Joe [For John Zorn], 4:32
- Alle Kompositionen stammen von Harris Eisenstadt.

## Rezeption
Nach Ansicht von Mark Corroto, der das Album in All About Jazz mit der Bewertung von vier (von fünf) Sterne auszeichnete, verleiht Eisenstadt „jeder Aufnahme einen Auftrieb und eine gute Laune, ähnlich wie seine Schlagzeugkollegen Matt Wilson und John Hollenbeck.“ Seine Kompositionen basieren auf scheinbar einfachen Melodien, die mit zunehmender Komplexität ausgeführt werden. Diese Aufgabe wird von der herausragenden Besetzung der nächsten Generation von Jazzstars bewältigt, schrieb Corroto. Die Band greife etwa in „Now Longer“ auf die Klangästhetik von Bobby Hutcherson und Tony Williams aus den 1960er Jahren zurück, wobei Eisenstadt die Becken für den Antrieb bearbeitet und seine Spieler einige erweiterte Techniken erforschen, während Dingman am Vibraphon die Leinwand des Songs färbt. Der Kleber hier sei der ewige Groove, meint der Autor, sei es vom Schlagzeuger, Bassisten oder Vibraphon wie bei To Be, jemand trägt immer die Fracht. Das sorgt für bessere Soli und einen gestochen scharfen Sound.

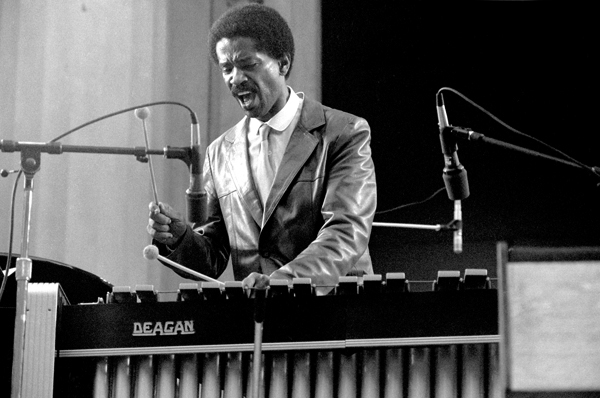
Bobby Hutcherson auf dem Berkeley Jazz Festival 1982. Foto: Brian McMillen

Ebenfalls in All About Jazz schrieb John Sharpe, es sei fast eine reflexhafte Reaktion der Kritiker, zu behaupten, dass jede Gruppe, die Vibraphon anstelle des Pianos verwendet – diesmal Chris Dingman – die Erinnerungen die Blue Note-Platten der 1960er Jahre mit Bobby Hutcherson hervorrufe, doch Eisenstadts Band „tue das und mehr. Das Bläserpaar des Saxophonisten Matt Bauder und des Trompeters Nate Wooley fügt sich in Bezug auf melodische Erfindungen und rhythmische Raffinesse nahtlos in den zeitgenössischen Mainstream ein und dehnt Konventionen, manchmal in der Nähe des Grenzpegels. Matt Bauder strahlt Autorität in einer Reihe von Stilen aus und bewegt sich sicher von atemlosen Ben Webster-Ismen bis zu kontrolliertem Überblastechniken nach John Coltrane“, meint der Autor. „Die einzige Konstante, die übrig bleibt, sind die unerwarteten Wendungen in seiner unkonventionellen Phrasierung.“ Wooley trage oft das Gegenstück bei, was oft innerhalb der harmonischen Konturen eines Stücks bleibt, nur dass dann sein Ton zersplittere und in Geräusche zerfalle: Sein schnelles stotterndes Solo in dem mehrteiligen „To See / Tootie“ sei dafür ein perfektes Beispiel, so Sharpe. Trotz seiner Führungsrolle bleibe Eisenstadt als Schlagzeuger weitgehend im Hintergrund und trete nur im taumelnden Intro der Eröffnungsnummer „Cobble Hook“ hervor. Doch zusammen mit Eivind Opsvik behalte er elegant die Kontrolle bei und beschleunige oder verzögere das Tempo in einem entspannten, aber drahtigen Swing. „Dingmans helle Glockenspiele färben die Ensemblebeiträge und krachen in Wellen, aber manchmal, wie in „Judo für Tokio Joe (for John Zorn)“, erinnern sie an den perkussiven Ring von Steel Pans in einer Americana-angehauchten Umgebung.“